# Сельское поселение «Деревня Чемоданово»
Сельское поселение «Деревня Чемоданово» — муниципальное образование в составе Юхновского района Калужской области России.
Центр — деревня Чемоданово.

## История
Статус и границы территории сельского поселения «Деревня Чемоданово» установлены Законом Калужской области № 369-ОЗ от 1 ноября 2004 года «Об установлении границ муниципальных образований, расположенных на территории административно-территориальных единиц „Думиничский район“, „Кировский район“, „Медынский район“, „Перемышльский район“, „Сухиничский район“, „Тарусский район“, „Юхновский район“ и наделении их статусом городского поселения, сельского поселения, муниципального района».

## Население
| 2010 | 2012 | 2013 | 2014 | 2015 | 2016 | 2017 |
| ---- | ---- | ---- | ---- | ---- | ---- | ---- |
| 211  | ↘203 | ↘197 | ↘192 | ↘186 | ↘179 | ↗184 |
| 2018 | 2019 | 2020 | 2021 |      |      |      |
| ↘179 | ↘177 | ↘171 | ↗241 |      |      |      |

## Состав
В поселение входят 9 населённых мест:
- деревня Чемоданово
- деревня Бекасово
- деревня Екатериновка
- деревня Курбатово
- деревня Лобаново
- деревня Победа
- деревня Поляны
- деревня Солопихино
- деревня Троица